# Justes
Justes era una freguesia portuguesa del municipio de Vila Real, distrito de Vila Real.

## Historia
Fue creada el 20 de abril de 1956 por segregación de la freguesía de Lamares.
Fue suprimida el 28 de enero de 2013, en aplicación de una resolución de la Asamblea de la República portuguesa promulgada el 16 de enero de 2013 al unirse con la freguesia de São Tomé do Castelo, formando la nueva freguesia de São Tomé do Castelo e Justes.